# Aeropuertos y Servicios Auxiliares
Aeropuertos y Servicios Auxiliares (ASA) es una entidad paraestatal que administra y opera 3 aeropuertos propios y otros 4 en sociedad con gobiernos estatales en México, Opera 60 estaciones de combustibles en aeropuertos y un centro de capacitación.

## Aeropuertos operados por ASA
| Aeropuertos operados por ASA. PAZ PXM TCN |                                              |                  |          |      |      |
|                                           | Aeropuerto                                   | Ciudad           | Estado   | OACI | IATA |
| 1                                         | Aeropuerto Nacional El Tajín                 | Poza Rica        | Veracruz | MMPA | PAZ  |
| 2                                         | Aeropuerto Internacional de Puerto Escondido | Puerto Escondido | Oaxaca   | MMPS | PXM  |
| 3                                         | Aeropuerto Nacional de Tehuacán              | Tehuacán         | Puebla   | MMHC | TCN  |

## Historia
El 10 de junio de 1965, por decreto presidencial durante el gobierno de Gustavo Díaz Ordaz, fue creada ASA, cuyas principales funciones asignadas fueron administrar, operar y conservar los aeropuertos y prestar servicios complementarios, auxiliares y comerciales de 34 aeropuertos existentes en México en ese momento. ASA se constituye ante la necesidad de contar con un Organismo central que se encargara de la modernización y ampliación de la infraestructura aeroportuaria instalada en México; de la conservación y mejora de los servicios de navegación y del suministro de combustible, así como de impulsar el desarrollo de la aviación comercial mexicana y las rutas turísticas.
El principal reto de esos primeros años fue modernizar e incrementar la infraestructura existente, con el fin de que ésta respondiera a los nuevos retos y adelantos en tecnología y operación, así como al aumento en la demanda de operaciones, la cual crecía exponencialmente. Durante sus primero diez años de vida, ASA logró construir, ampliar y rehabilitar 25 aeropuertos. De esta forma, se pusieron al día la red y las instalaciones aeronáuticas del país. 
Entre 1975 y 1985, la red operada y administrada por el Organismo llegó a tener más de sesenta aeropuertos, lo que le valió el reconocimiento en América Latina como operador y constructor. Se incrementó la capacidad operativa de los vuelos en los aeropuertos administrados por ASA; se acrecentaron los servicios de plataforma; se implementaron los servicios de revisión de pasajero y equipaje de mano en los aeropuertos internacionales; se fomentó la construcción de equipos propios, especiales para la actividad aeroportuaria, lo que permitió reducir costos y se mejoraron los mecanismos apropiados para la navegación aérea en los aeropuertos de la red. 
A finales de los setenta, se modernizaron los aeropuertos, principalmente los de la Ciudad de México, Cancún, Acapulco, Guadalajara y Monterrey. En ellos se aplicó un concepto integral que incluía mobiliario, diseño, imagen, integración plástica y equipo aeroportuario diseñado en ASA y fabricado en México. También, se impulsó el desarrollo tecnológico, entre cuyos resultados destaca la fabricación de varios vehículos y dos prototipos de aviones fumigadores. En 1979, ASA asumió la responsabilidad de suministrar los combustibles y lubricantes a las aeronaves. Al llegar la década de los ochenta, el Sistema Aeroportuario Mexicano ya estaba consolidado.
La crisis financiera que experimentaron los Gobiernos alrededor del mundo, en particular los emergentes y la instauración de un modelo económico que suponía la reforma del Estado y el ajuste estructural, impactó en forma notable en el desarrollo aeroportuario de México. El gobierno federal, en el marco de una crisis económica severa decidió que, con el fin de ampliar y poner al día la red aeroportuaria del país, era necesario trabajar bajo un esquema que contemplara la participación de capital privado. Se postuló un nuevo marco jurídico orientado a impulsar y promover el desarrollo aeroportuario por medio de inversión privada, con base en reglas claras y transparentes, y condiciones competitivas y no discriminatorias.
En los años 90 se realizó un cambio estructural en el Sistema Mexicano Aeroportuario, al permitir que el capital privado participara en la operación de aeropuertos. En 1998, existía en México una red de 58 aeropuertos administradas por ASA, cuyo número se redujo considerablemente al iniciarse el proceso de privatización de los 35 aeropuertos más rentables, conformándose cuatro grupos regionales: ASUR, OMA, GAP y AICM.
Frente a este nuevo escenario, el reto de ASA era reconstituirse para ser una empresa operadora de aeropuertos y estaciones de combustibles que compitiera con las empresas internacionales y aprovechara las nuevas condiciones del mercado globalizado. ASA inició esta década operando 27 aeropuertos, así como 63 estaciones de combustibles. Debe señalarse que estas últimas tenían un rezago de 20 años y las instalaciones, equipos, sistemas y programas de capacitación empezaban a mostrar signos de obsolescencia, reclamando su modernización. 
Ante este panorama ASA aprovechó sus fortalezas: su capital humano y su experiencia institucional para la administración y operación de su Red aeroportuaria así como el manejo de las estaciones de combustibles de los aeropuertos más importantes del Sistema Aeroportuario Mexicano y mediante la planeación institucional y la reforma estructural del sector, planteó esquemas, conceptos novedosos y proyectos de inversión para infraestructura con un enfoque regional y sustentable que incluyera la participación de gobiernos estatales y de inversionistas privados, lo que se estableció en las directrices sectoriales y en un nuevo decreto que modificaba y actualizaba a la nueva realidad que prevalecía en la economía del país, iniciándose así un proceso de formación de sociedades aeroportuarias con los aeropuertos de Puebla, Querétaro, Toluca y Cuernavaca. 
De manera sustantiva, ASA continuo participando en la ampliación y construcción de infraestructura aeroportuaria y se participó en la construcción de nuevos aeropuertos en Querétaro, Tuxtla Gutiérrez y en el inicio de la modernización y ampliación del AICM y del aeropuerto de Toluca.
En 2007, ASA operaba 24 aeropuertos (19 directamente y 4 en sociedad), y consolidó una red aeroportuaria productiva, eficiente buscando denodadamente cumplir las estrategias nacionales y sectoriales, además de buscar, en la medida de lo posible, la rentabilidad al mayor número posible de aeropuertos de su Red, sin descuidar su objeto de cumplir un servicio público.
Además de convertirse en Organismo que promoviera la participación público-privada, en los aeropuertos asociados (Tuxtla Gutiérrez se incorporó a este esquema), capaz de satisfacer adecuadamente las necesidades de suministro de combustible y ofrecer servicios de consultoría en el ámbito nacional e internacional, el Organismo siguió desempeñando su papel en la construcción de aeropuertos y se concluyó la construcción de la Terminal 2 del AICM y la ampliación y modernización del Aeropuerto Internacional de Toluca y se iniciaron los trabajos para otorgar asistencia técnica al Gobierno del Estado de Chiapas en la construcción de un nuevo aeropuerto en Palenque.
Actualmente, por una parte, ASA desempeña un papel protagónico en el desarrollo de la infraestructura aeroportuaria y en el surgimiento de nuevos modelos de participación que corresponsabilizan a los Gobiernos Estatales con el Federal y con la iniciativa privada en la modernización de las instalaciones, la diversificación de servicios y el mejoramiento de sus finanzas. Por otra parte, destaca su rol estratégico en lo relativo a la capacitación especializada para el sector aeronáutico, siendo lo más relevante la construcción y puesta en marcha en 2010 del Centro Internacional de Instrucción de Aeropuertos y Servicios Auxiliares (CIIASA), así como sus recientes actividades de consultoría en diversos países de América Latina.

## Creación del Grupo Aeroportuario Turístico Mexicano
En septiembre del 2022 y por instrucción del presidente Andrés Manuel López Obrador, la Secretaría de Hacienda y Crédito Público (SHCP) autorizó la constitución de la empresa de participación estatal mayoritaria Grupo Aeroportuario Turístico Mexicano, la cual podrá llevar a cabo todas las acciones necesarias para administrar, operar, explotar y construir (en vías de ampliación y/o mejoras) a los Aeropuertos Internacionales de Tepic y Puerto Escondido. 
El 15 de septiembre del 2022 se publicó en el Diario Oficial de la Federación la resolución presidencial donde se constituye de manera oficial a la empresa constituida por el Estado Mexicano como socio mayoritario y la empresa Aeropuertos Mexicanos (AME). 
"Que mediante la Resolución publicada en el Diario Oficial de la Federación el 15 de septiembre de 2022, se autoriza la constitución de la Empresa de Participación Estatal Mayoritaria denominada "Grupo Aeroportuario Turístico Mexicano, S.A de C.V.", misma que estará agrupada en el sector coordinado por la Secretaría de Infraestructura, Comunicaciones y Transportes." se lee en la publicación.

## Directores generales
| Directores                   | Periodo                 |
| ---------------------------- | ----------------------- |
| Juan Torres Vivanco          | 1965 - 1970             |
| Julio Hirschfeld Almada      | 1970 - 1973             |
| Pedro Vázquez Colmenares     | 1973 - 1975             |
| Librado Caudillo Nájera      | 1975 - 1976             |
| Enrique Loaeza Tovar         | 1976 - 1980             |
| Jorge Cendejas Quesada       | 1980 - 1982             |
| Andrés Caso Lombardo         | 1982 - 1985             |
| Humberto Lugo Gil            | 1985 - 1987             |
| Alfonso Martínez Domínguez   | 1987 - 1988             |
| Antonio Murrieta Necoechea   | 1988                    |
| José Andrés de Oteyza        | 1988 - 1993             |
| Guillermo Ruiz de Teresa     | 1993 - 1994 2012 - 2013 |
| Jaime Corredor Esnaola       | 1994 - 1996             |
| Alfredo Baranda García       | 1996                    |
| Alfredo Elías Ayub           | 1996 - 1999             |
| Patricio Chirinos Calero     | 1999 - 2000             |
| Ernesto Velasco León         | 2000 - 2008             |
| Gilberto López Meyer         | 2008 - 2012 2013 - 2014 |
| Alfonso Sarabia de la Garza  | 2014 - 2019             |
| Oscar Artemio Argüello Ruiz  | 2019 - 2023             |
| Carlos Javier Villazón Salem | 2023 - 2024             |
| Carlos Manuel Merino Campos  | 2024 -                  |

## Objetivos
La misión de ASA es mantener de manera eficiente la infraestructura de su red aeroportuaria y de estaciones de combustibles, promoviendo nuevas instalaciones donde sea necesario apoyar el desarrollo. Proporcionar capacitación para el fortalecimiento del sector y participar en nuevos proyectos aeroportuarios.
La visión de ASA es ser un operador aeroportuario de clase mundial, que satisface con modernas instalaciones la demanda de servicios aeroportuarios y suministro de combustibles de aviación, y que ofrece en el ámbito nacional e internacional, servicios de operación aeroportuaria, asistencia técnica en combustibles, consultoría, desarrollo tecnológico y capacitación.
Sus objetivos institucionales son:
1. Ampliar la cobertura y mejorar la calidad de la infraestructura y los servicios de transporte aéreo.
2. Incrementar la competitividad del transporte aéreo en su infraestructura y en sus servicios.
3. Facilitar la interconexión de la infraestructura aeroportuaria y los servicios de los diversos modos de transporte.
4. Reforzar la prevención de accidentes e ilícitos en los servicios de transporte aéreo y los aeropuertos.
5. Fortalecer la autoridad aeronáutica en la función de rectoría y promoción del transporte aéreo manteniendo actualizado el marco jurídico y regulatorio.

Operar aeropuertos ha sido la tarea fundamental de Aeropuertos y Servicios Auxiliares durante sus 48 años de existencia. En su administración aeroportuaria proporciona elementos y realiza las actividades destinadas al funcionamiento de equipos, instalaciones y facilidades en los 18 aeropuertos que opera, para ofrecer a los usuarios un medio de transporte seguro, confiable y permanente.
Su ámbito de acción comprende servicios de planeación, organización, ejecución y supervisión en materia aeroportuaria, desde áreas operacionales, seguridad de aeropuertos y de operación, hasta edificaciones, y así expandir o mejorar la infraestructura que así lo requiera.
ASA es un órgano descentralizado de la Secretaría de Infraestructura, Comunicaciones y Transportes, impulsa el desarrollo de los combustibles alternativos de aviación y coordina los esfuerzos con otras instancias del Gobierno Federal y Estatal, así como con la iniciativa privada y las organizaciones académicas y de investigación, para crear esta industria a nivel nacional. ASA es el único proveedor de combustible de aviación en México, por lo que al ser el último eslabón de la cadena de suministro tiene un rol y visión estratégicos desde los cuales actúa como promotor y catalizador de la industria de los biocombustibles sustentables de aviación.
Con más de 47 años de experiencia, Aeropuertos y Servicios Auxiliares, a través de su dirección de Combustibles administra, conserva y mantiene una red de 60 estaciones de combustibles y un punto de suministro en México.
Esta experiencia, junto con una organización de vanguardia y modernos sistemas y equipos, le permiten garantizar la calidad de sus servicios bajo un esquema de rentabilidad, eficiencia y seguridad.
Además del suministro y comercialización de combustible para la aviación, contamos con servicios en materia de administración de estaciones, así como asistencia técnica altamente calificada.

## Estadísticas

### Tráfico anual
Número de pasajeros en cada aeropuerto al año 2024:
| Número | Aeropuerto                                   | Ciudad           | Estado   | Pasajeros | % (23/24) |
| ------ | -------------------------------------------- | ---------------- | -------- | --------- | --------- |
| 1      | Aeropuerto Internacional de Puerto Escondido | Puerto Escondido | Oaxaca   | 850,142   | 7.33%     |
| 2      | Aeropuerto Nacional El Tajín                 | Poza Rica        | Veracruz | 2,338     | 23.34%    |
| 3      | Aeropuerto Nacional de Tehuacán              | Tehuacán         | Puebla   | 2,005     | 0.59%     |
| Total  |                                              |                  |          | 854,485   |           |